# Stort åderblad
Stort åderblad (Fittonia gigantea) är en växtart i släktet Fittonia och familjen akantusväxter. Arten beskrevs först av Jean Jules Linden. Inga underarter finns listade i Catalogue of Life.
Arten växer vilt i Peru och Ecuador och odlas, i likhet med den andra arten i släktet, åderblad (F. albivenis), ibland som krukväxt.